# 璜·瑞維拉
胡安·路易士·李維拉（Juan Luis Rivera，1978年7月3日—）生於委內瑞拉米蘭達州的格瑞納斯，現為美國職棒大聯盟洛杉磯道奇隊的內野手。

## 職業生涯
1996年，李維拉用業餘自由球員的身分，以非選秀的方式與紐約洋基隊簽約，而2001年首度在大聯盟亮相。當他2002年季中上大聯盟時，雖然已經展現了潛力，但他.265的打擊率和1發全壘打在洋基的眼中仍然不及格。
2002年李維拉降回3A哥倫布快艇（Columbus Clippers）。當2003年再度上大聯盟時，這次他打出7發全壘打，26分打點。李維拉被公認是標準以上的野手，雖然速度並不出色，但飛身接球和傳球臂力都不錯，而且防守左、右外野都經驗老到。他在2004球季開打前被交易到蒙特婁博覽會隊。該年他在博覽會隊的成績是.307的打擊率、12支全壘打和49分打點。
2004年11月19日，他和游擊手麥瑟·伊茲圖裡斯（Maicer Izturis）被華盛頓國民隊送到天使，以交換外野手荷西‧基延(Jose Guillen)。在天使隊的頭一季，李維拉擔任外野手和指定打擊。雖然季初表現不盡理想，他棒子逐漸加溫，球季結束時共打了106場，打擊率.271，打下他當時生涯新高的15支全壘打和59分打點。
在2006年的球賽中，李維拉已經成了固定先發的球員，經常是守備左外野；如果老將蓋瑞·安德森守左外野，他則擔任指定打擊。到2006年9月底止，瑞維拉表現出生涯目前為止最佳的戰績：高達.302的打擊率、21支全壘打和74分打點。
他也是首屆的世界棒球經典賽中，委內瑞拉隊的先發左外野手。

## 外部連結
- 球員資訊和成績在MLB，ESPN，Baseball-Reference，Fangraphs，The Baseball Cube（英文）